# Kombinationsfartyg

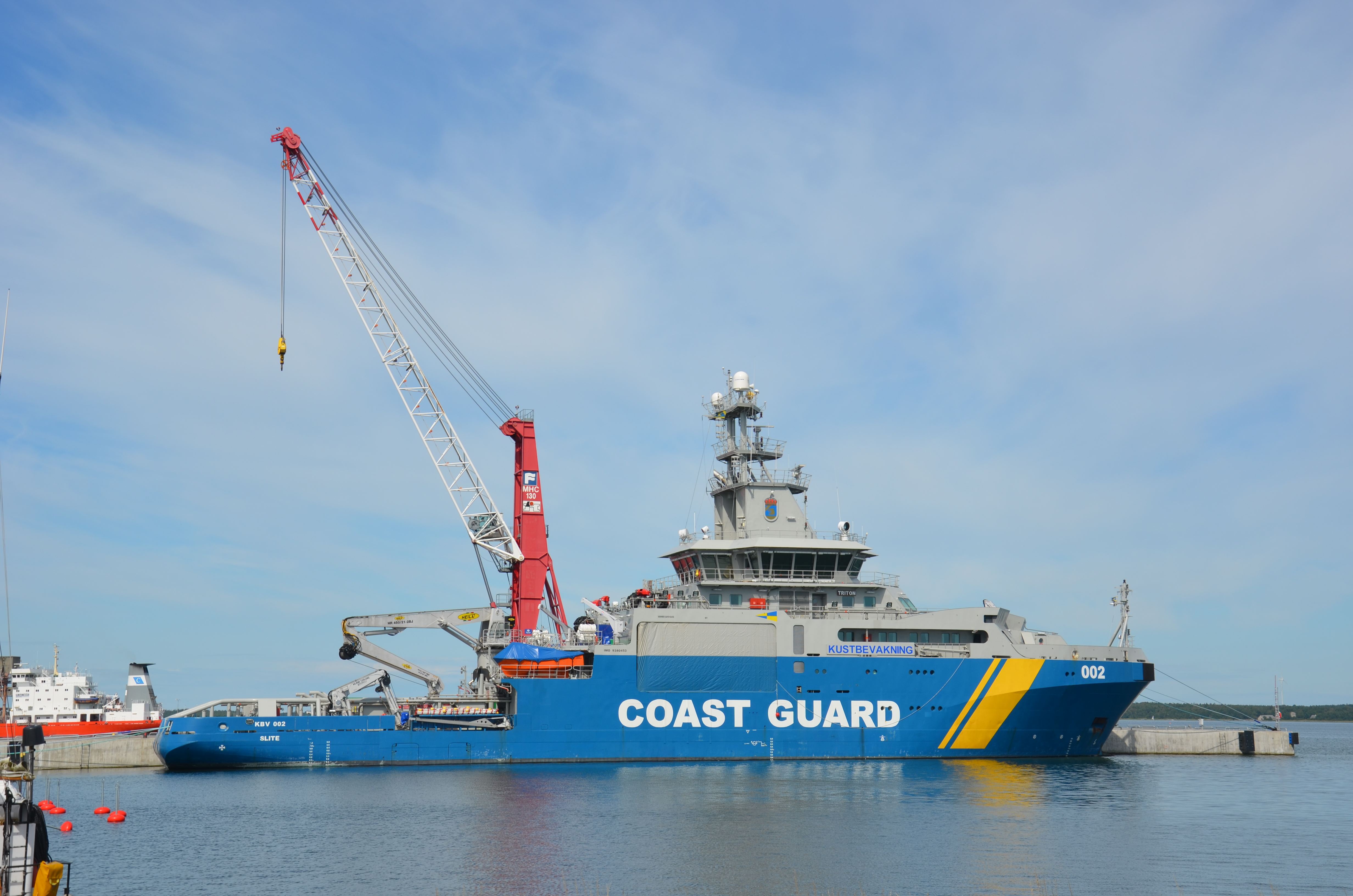
Kombinationsfartyget KBV 002 Triton i Slite hamn

Kombinationsfartyg är en typ av fartyg som används av kustbevakningsmyndigheter.  Termen används av Kustbevakningen för att beteckna de av de större fartygen, som kombinerar uppgiften som övervakningsfartyg med andra uppgifter som upptagning av olje- och kemikaliespill i interna tankar, med brandbekämpning och med nödbogsering. 
Kustbevakningen i Sverige började vid sekelskiftet 1900/2000 ersätta sina tidigare renodlade miljöskyddsfartyg med en ny typ av fartyg som kombinerar miljöskydd och övervakning. De två första fartygen av denna typ var de 52 meter långa KBV 201 och KBV 202, som byggdes på Karlskronavarvet och levererades 2001 respektive 2002. Mellan 2009 och 2010 levererades de tre betydligt större, 81 meter långa kombinationsfartygen KBV 001 Posiedon, KBV 002 Triton och KBV 003 Amfitrite. Under åren 2010–2013 byggdes fyra 52 meter långa kombinationsfartyg i KBV 031-serien.
I Finland levererades 2014 den 96 meter långa Variolaiva Turva till Gränsbevakningsväsendet. Turva kombinerar motsvarande uppgifter som de svenska fartygen i KBV 001-serien och har dessutom uppgift som örlogsfartyg i kristid.

## Bildgalleri

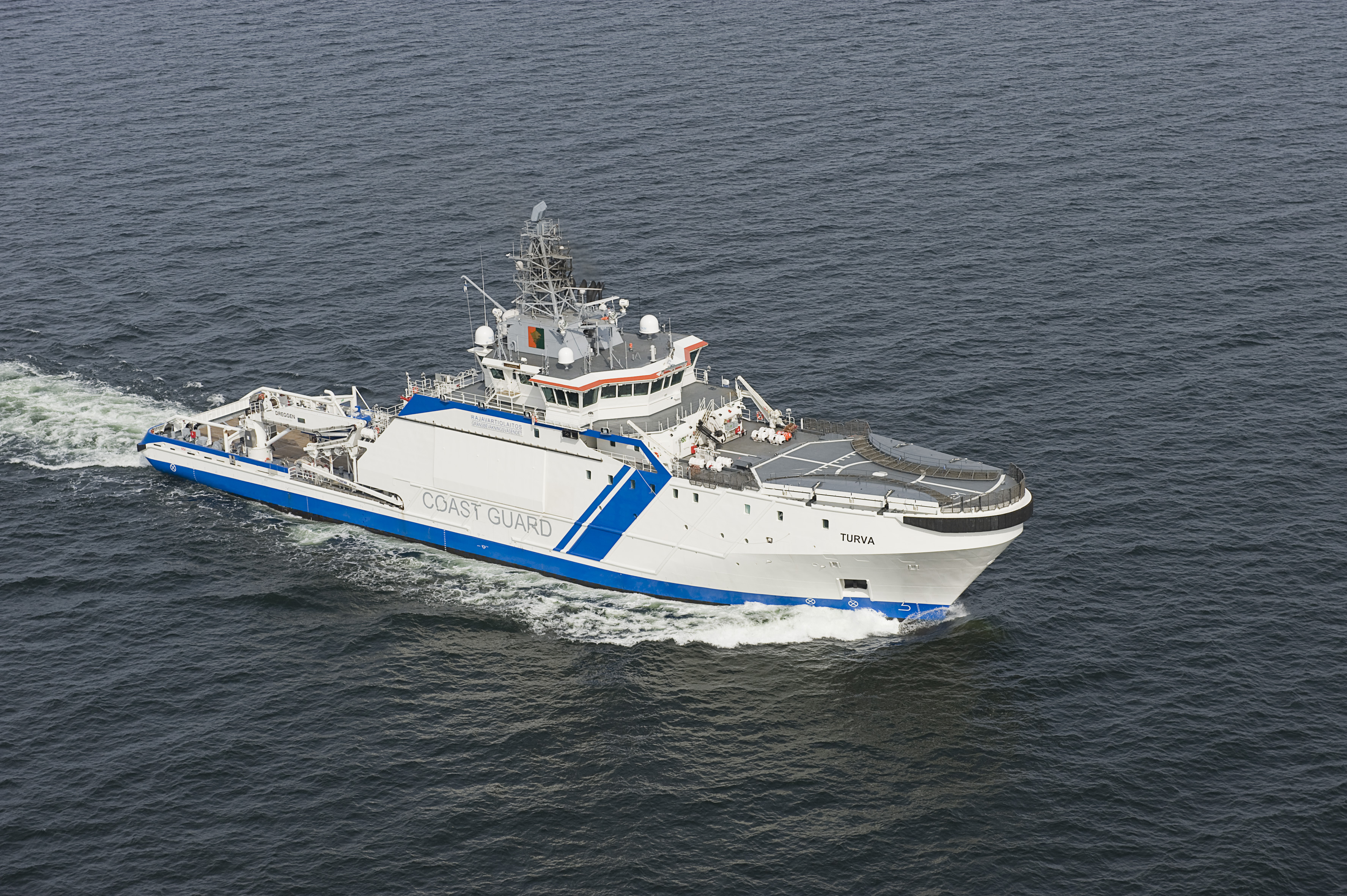
Finländska Gränsbevakningsväsendets VL Turva
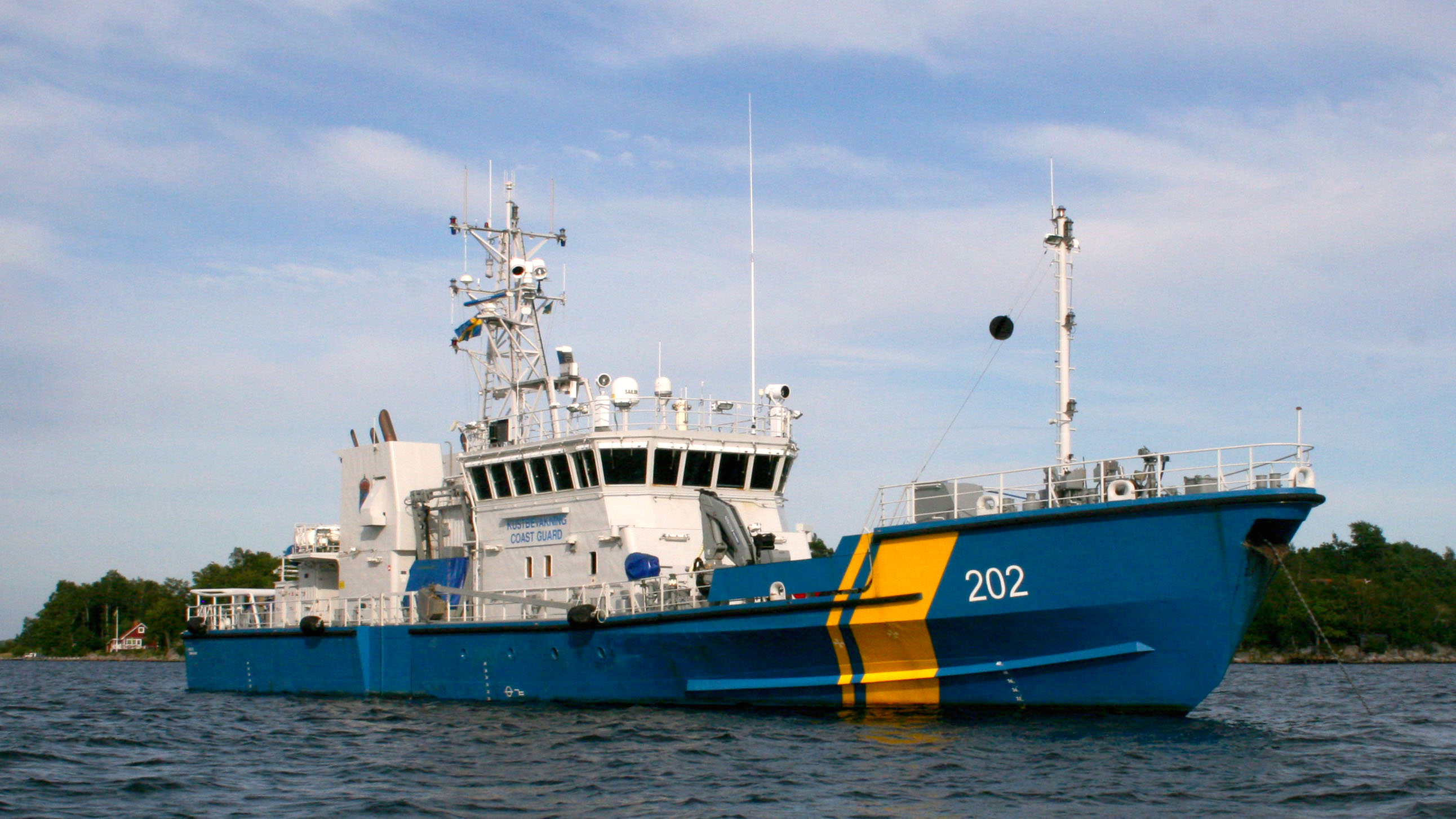
Svenska Kustbevakningens KBV 202
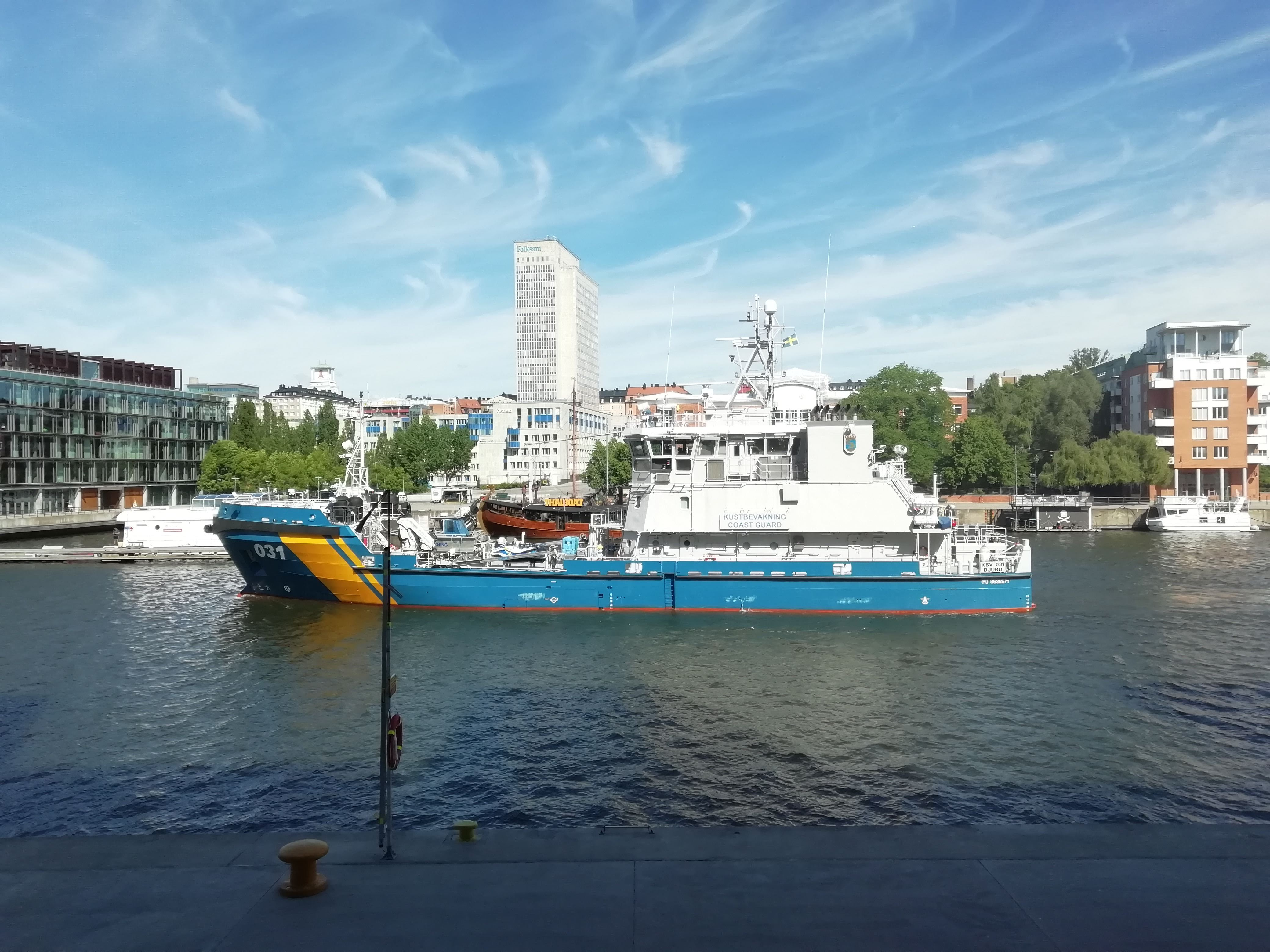
KBV 031 i Hammarbyhamnen i Stockholm